# Rotas, Mapas e Dentes
Rotas, Mapas e Dentes (Glenn Martin, DDS no original) é um série de desenho animado adulto stop-animation estadunidense-canadense produzido por Tornante Animation e Cuppa Coffee Studios, em associação com Rogers Communications. Rotas, Mapas e Dentes foi Nick na quarta série original do Nite (a primeira foi Hi Honey, I'm Home!, a segunda foi Fatherhood e a terceira foi Hi-Jinks). A série estreou em 17 de agosto de 2009 na Nickelodeon's nos Estados Unidos. Foi também transmitido em América Latina pela FilmZone.
Um dos criadores do programa foi Eric Fogel, que teve sucesso criando a série Celebrity Deathmatch da MTV claymation.
O show estreou em 18 de março de 2010 na Sky1 no Reino Unido e na Irlanda. A segunda temporada estreou em 11 de junho de 2010. O show terminou em 7 de novembro de 2011 e continuou a ir ao ar até 30 de setembro de 2012.

## Enredo
Depois de incendiar acidentalmente sua casa em Freeland, Pensilvânia, o pai amoroso e dentista Glenn Martin, DDS leva sua família - sua linda esposa Jackie, seu filho de 13 anos de idade, viciado em hormônios, Conor, seu terno de 11 anos de idade. filha Courtney, a super-realizadora assistente de Courtney, Wendy, e Canine (o cachorro da família que tem um ânus enorme, que Glenn na sequência de abertura chama de coração) – em uma viagem pelo país para fortalecer seus laços familiares.

## Elenco e personagens
- Kevin Nealon como Dr. Glenn Campbell Martin, um dentista viajante otimista que sonha em se aproximar de sua família. É Doutor em Cirurgia Dentária .
- Catherine O'Hara como Jackie Robinson Martin, esposa de Glenn e mãe de Conor e Courtney. Ela é frequentemente estressada com os problemas envolvidos na criação de uma família em um trailer.
- Peter Oldring como Conor Martin, o filho de treze anos dos Martins. Ele está passando pela puberdade e é hormonal. Ele também tende a ser alvo de quedas devido à sua falta de jeito. Ele também tem uma queda por Wendy, mas sempre é rejeitado.
- Jackie Clarke como Courtney Martin, a filha de onze anos dos Martins, que age como uma mulher de negócios adulta. Ela é competitiva, franca e arrogante.
- Judy Greer como Wendy Park (nome verdadeiro Bon Wa-Fo) é assistente e funcionária de Courtney. Ela nasceu na Coreia do Norte. Sua idade não é clara; Glenn se referiu a ela como uma adolescente, mas mais tarde ela afirma ter treze anos.
- Canine, o cachorro dos Martins que tem um ânus enorme.

## Desenvolvimento
O ex-presidente-executivo da Paramount e da Disney, Michael Eisner, que investiu seu próprio dinheiro para produzir o episódio piloto, o apresentou a Nick no Nite em vez de à ABC. Eisner foi citado dizendo que a decisão foi baseada no registro de Nick at Nite de programas estimulantes.
O show tem uma sensibilidade dos anos 1970, incluindo o design do Winnebago, que é conduzido por todo o país. Foi supostamente inspirado no filme de 1971 da ABC, In Search of America, estrelado por Jeff Bridges como um abandono da faculdade que dirigia um Winnebago pelo país com sua família.

## Prêmios e indicações
Em dezembro de 2009, o show foi indicado ao Annie Award de Melhor Produção de Televisão Animada.
Em novembro de 2010, o show ganhou dois Gemini Awards de Melhor Série Animada e Melhor Direção de Série Animada (Cuppa Coffee/Ken Cunningham por "The Tooth Will Set You Free").
Glenn Martin, DDS recebeu críticas mistas a negativas dos críticos, ganhando 48/100 do Metacritic com base em 9 comentários após a estreia da série. A Variety escreveu: "Apesar das contribuições de Eric Fogel (Celebrity Deathmatch da MTV), Glenn Martin não é tão ruim quanto visitar o dentista, mas não é muito melhor do que ficar sentado na sala de espera. Posicionado como uma paródia de comédias clássicas, Glenn Martin começa mal ao incorporar uma trilha de riso, que apenas destaca algumas das deficiências na escrita."
O Los Angeles Times escreveu: "Ainda assim, exceto pelos quartos traseiros do cachorro, eu gosto da aparência dele. (Eric Fogel do Celebrity Deathmatch da MTV supervisiona a animação.) Os materiais da imprensa indicam que os Martins visitarão Las Vegas, Yellowstone, Mall of America e Hollywood em futuras aventuras e, como fã da forma, estou interessado em ver o que os animadores farão deles."
O escritor do New York Daily News, David Hinkley, deu ao programa 4 de 5 estrelas, chamando-o de "sátira com humor mordaz".
O Boston Globe o chamou de "fofo, digno de risadinhas e apenas um pouquinho perigoso".
O Detroit News escreveu que o show está "cheio de risadas de fim de semana suficientes para ajudá-lo a rir no fim de semana".
O site Shakefire.com classificou o show como"A-".

### Controvérsia
Em novembro de 2009, Maura Buete, uma mãe da Flórida, ficou indignada com o fato de a série conter referências sexuais, apesar de ser exibida em um horário das 20h, imediatamente após o programa infantil Bob Esponja Calça Quadrada. Em resposta a várias reclamações dos pais, a Nickelodeon (cujo porta-voz David Bittler afirmou que as reclamações eram mínimas) mudou o show para as noites de sexta-feira às 22h30 p.m.